# Jardin du Prince

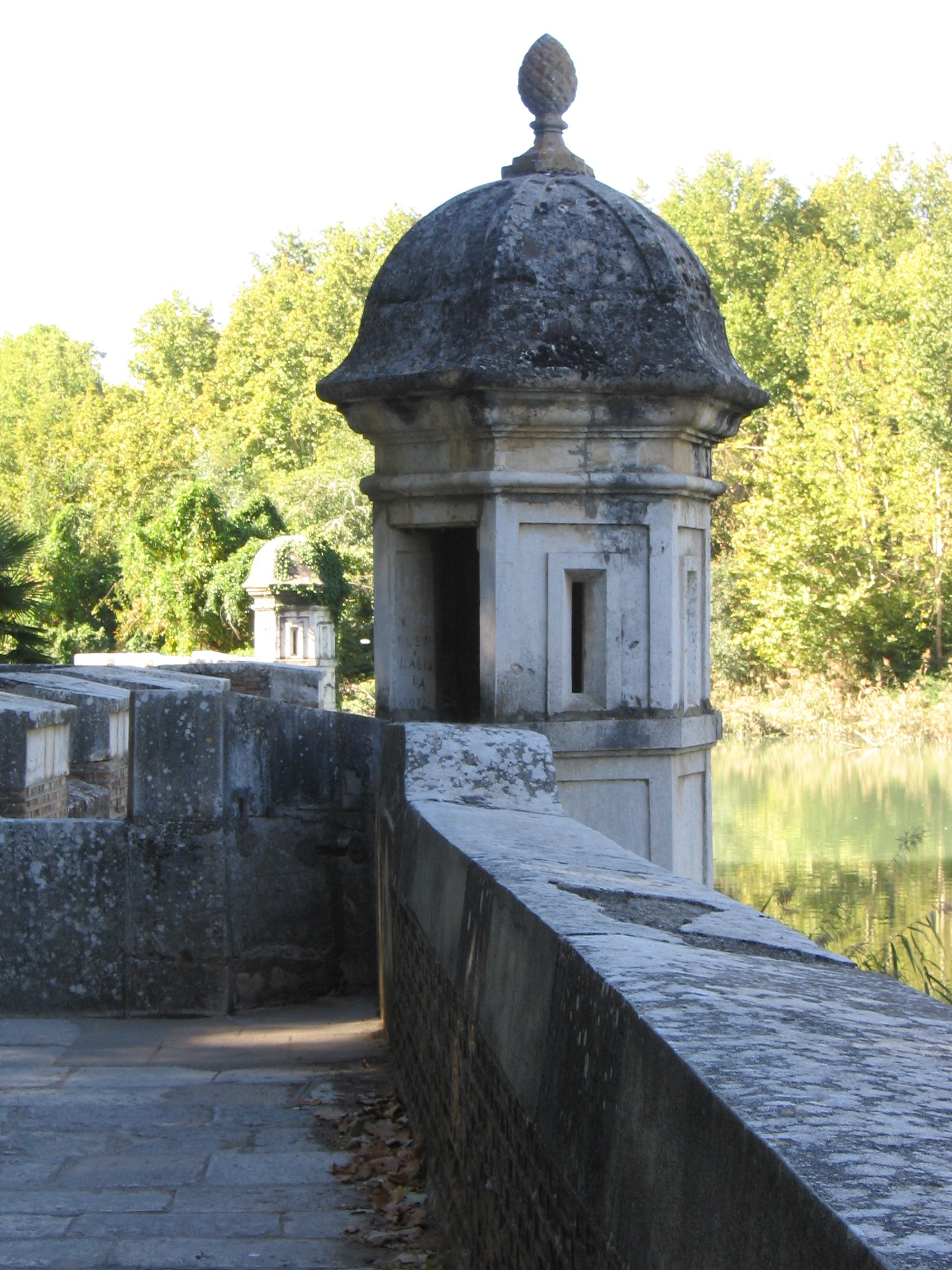
Embarcadère sur le Tage.

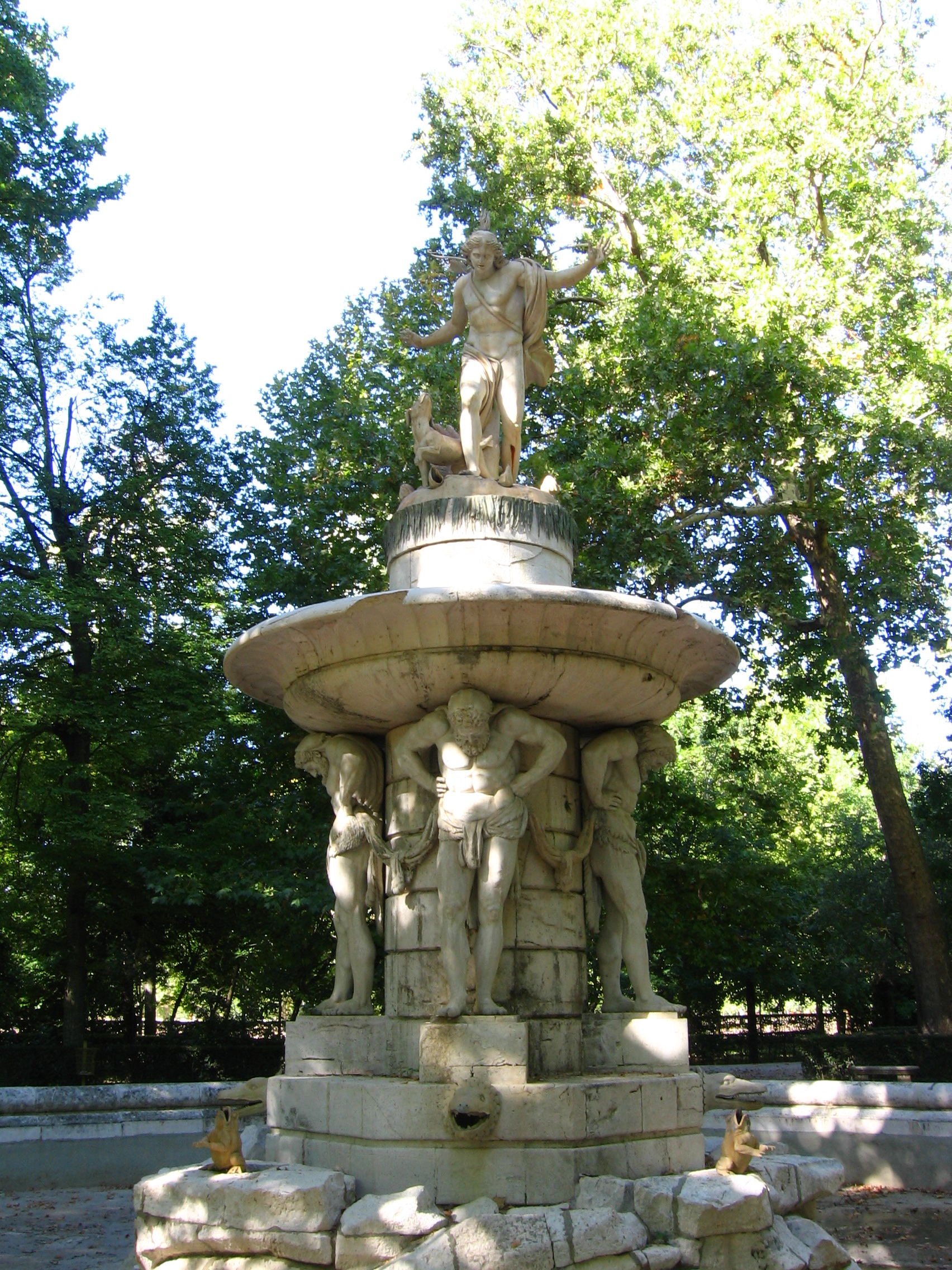
Fontaine de Narcisse.

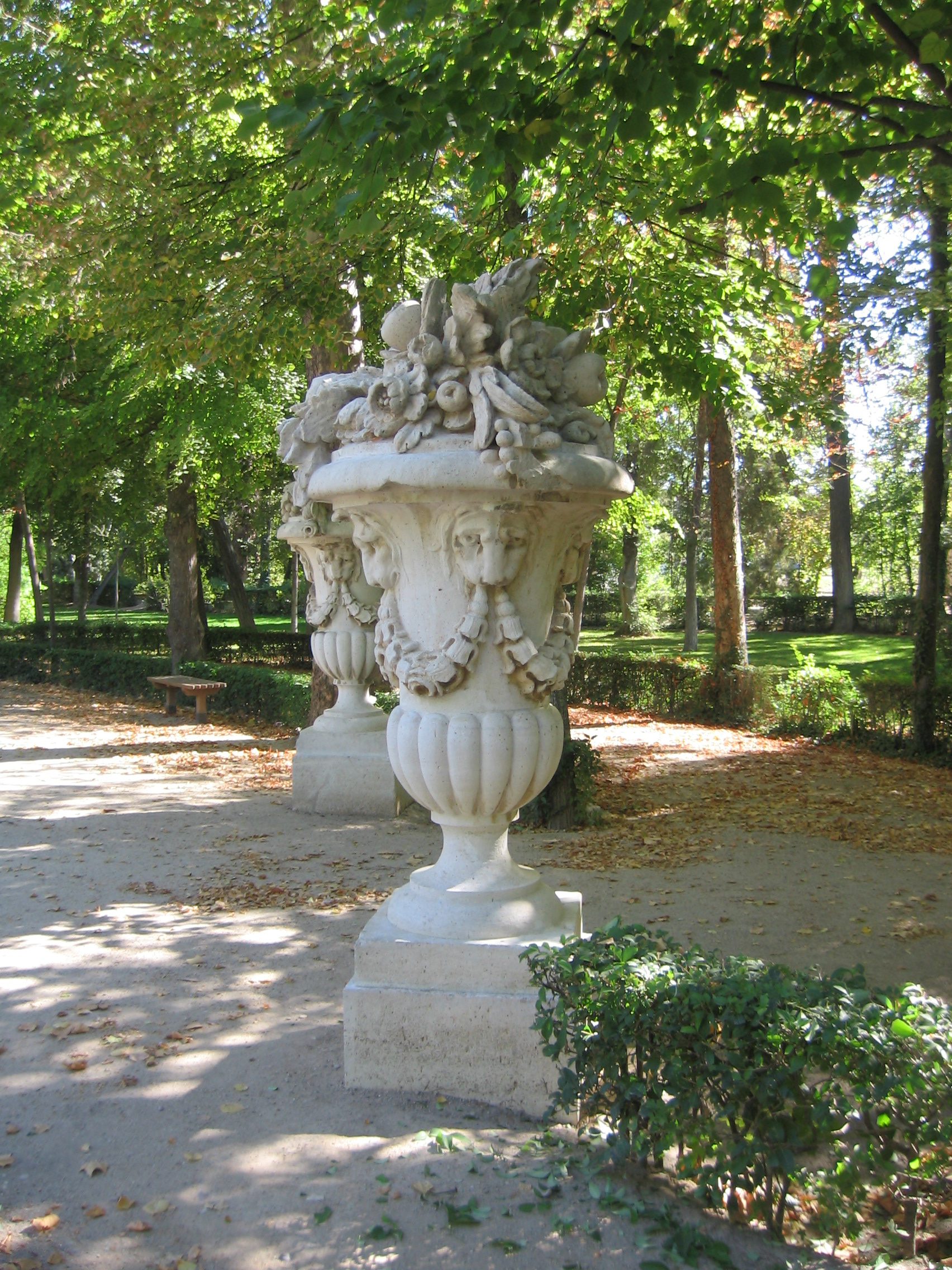
Jarre.

Le jardin du Prince (Jardín del Príncipe en espagnol), situé entre le Tage et la Calle de la Reina (rue de la Reine) à Aranjuez dans la Communauté de Madrid (Espagne), est le plus grand des jardins d'Aranjuez, avec un périmètre de 7 km et une superficie de 150 ha. Seule la moitié du jardin est visitable.
Dans la partie nord, qui est celle qui borde le Tage, le jardin est protégé par une digue de pierre appelée Malecón de Solera, tandis que la partie sud est délimitée par une longue grille sur un socle de pierre de Colmenar et des piliers de briques ornées de pierres artistiques. Le jardin est formé par une grande variété d'espèces d'arbres différents : bananiers, ahuehuetes, pacaniers, plaqueminiers de Virginie, cyprès, Liquidambars, pins, marronniers d'Inde, tilleuls, frênes, chênes, caféiers, magnolias, érables, charmes, arbres de Judée, lilas d'été,...

## Historique
Le jardin a son origine dans ce qui s'appelait Huerta Grande de Don Gonzalo (le Grand potager de Don Gonzalo) et dans un petit jardin créé à la demande de Ferdinand VI dans la zone de l'embarcadère sur le fleuve. Le projet du nouveau jardin fut imaginé en 1763 par Pablo Boutelou (petit-fils d'Esteban Boutelou I). Ce n'est que le 3 octobre 1772 que le futur Charles IV, alors Prince des Asturies, décide du démarrage des travaux qui seront achevés en 1804.

## Description

### Entrée
L'entrée principale du jardin se trouve dans la rue de la Reine (Calle de la Reina), juste derrière le Palais de Godoy (Palacio de Godoy). C'est une porte en fer, œuvre de Juan de Villanueva, avec deux soubassements en pierre et quatre colonnes couronnées par des corniches ioniques. Au sommet se trouvent des petits génies de pierre avec des fleurs, bien que précédemment se trouvaient des sculptures de Pallas et de Pomone, qui se trouveront dans la Fontaine d'Héraclès et de l'Hydre du Jardin de l'Île et qui se trouvent aujourd'hui au Musée du Prado.

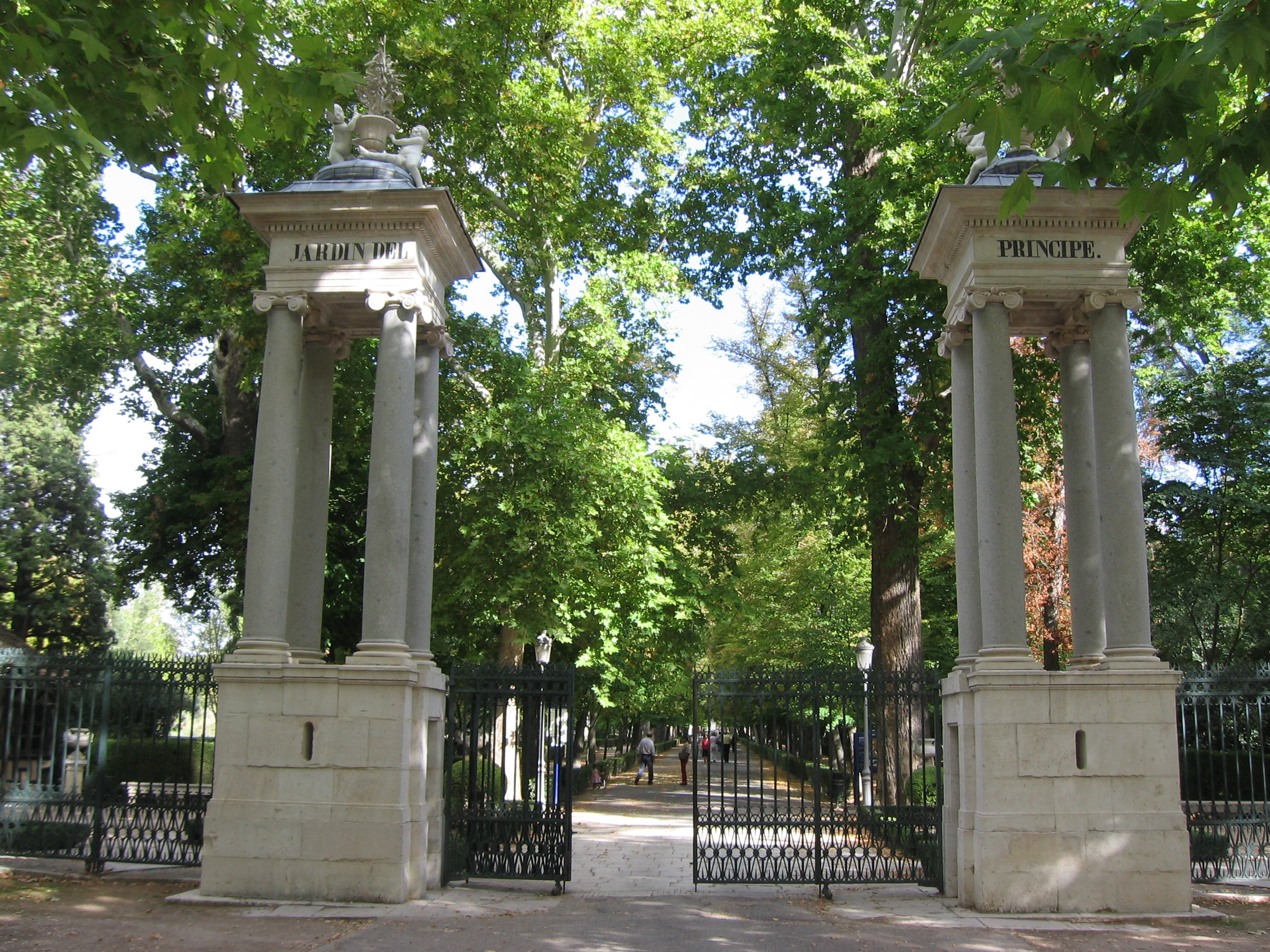
Entrée principale du jardin.

### Fontaines
Dans une section du jardin appelée Anglochina se trouvent les fameuses fontaines de Narcisse (Narciso) et des cygnes (Cisnes). 

#### Fontaine de Narcisse
La fontaine de Narcisse (Fuente de Narciso) est l'œuvre de Joaquín Dumandre. Elle montre le fameux Narcisse avec son chien sur un pilier posé dans une belle coupe, dans laquelle il est sur le point de tomber. La coupe est soulevée par quatre Hercule robustes. Après avoir été gravement abîmée lors de la Guerre d'indépendance espagnole, elle a été reconstruite en 1827 par Esteban de Ágreda selon le dessin d'Isidro González Velázquez.

#### Fontaine des Cygnes
La Fontaine des Cygnes (Fuente de los Cisnes) est également l'œuvre de Joaquín Dumandre, inspirée d'une fontaine des jardins du Palais royal de la Granja de San Ildefonso. Elle présente un rocher avec deux enfants de marbre qui saisissent un cygne, dont le bec sort de l'eau. Elle a été également abîmée lors de la Guerre d'indépendance espagnole. Ne restaient que le bassin et le rocher central, mais en 2009 les enfants et le cygne ont été restaurés.

#### Fontaine d'Apollon
Plus loin, la Fontaine d'Apollon (Fuente de Apolo), en marbre de Carrare, montre le Dieu de la beauté sur un piédestal. Elle a été commandée par Charles IV, mais ne fut terminée que sous le règne de son fils Ferdinand VII sur un dessin de Isidro González Velázquez.

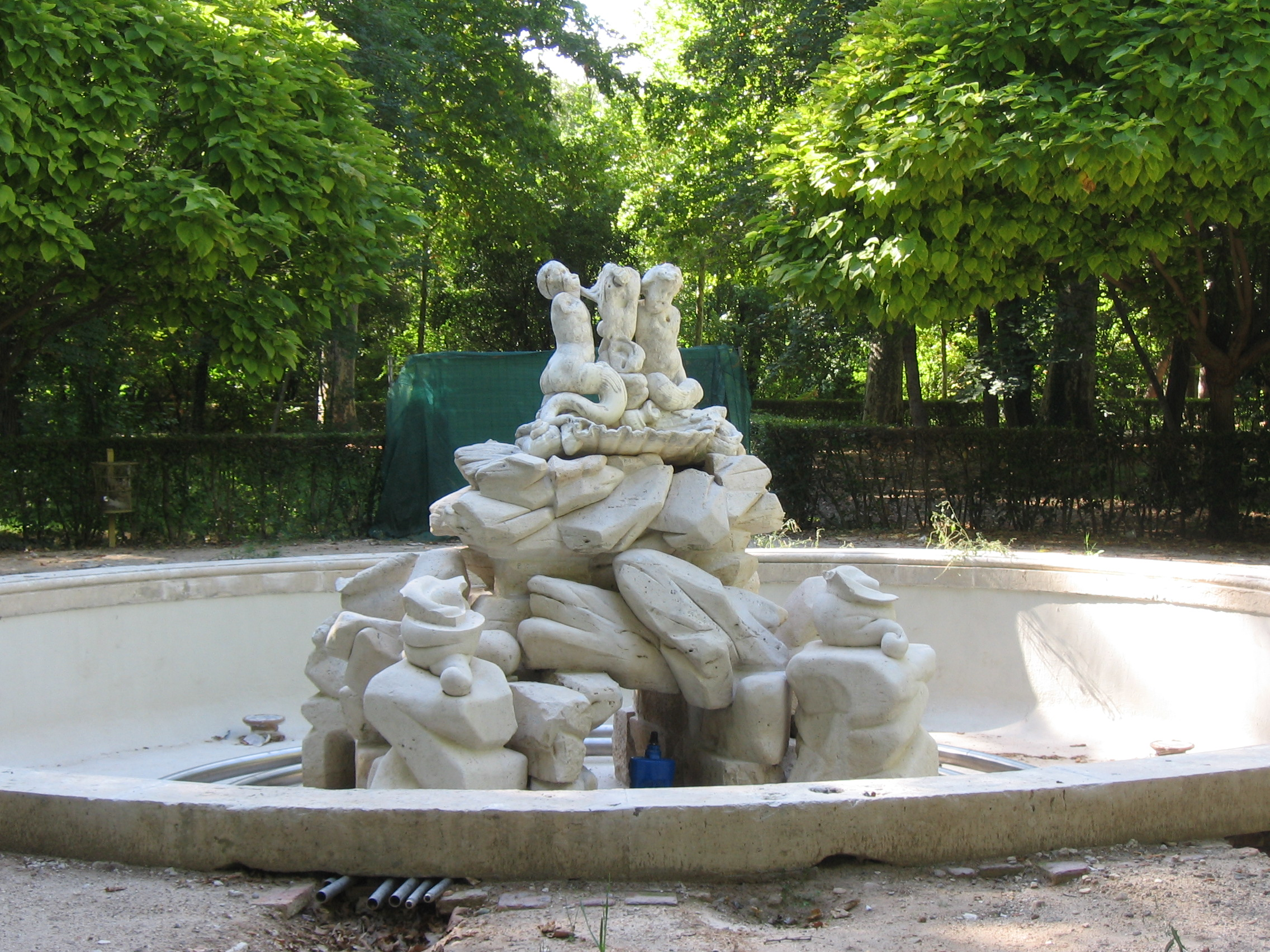
Fontaine des Cygnes
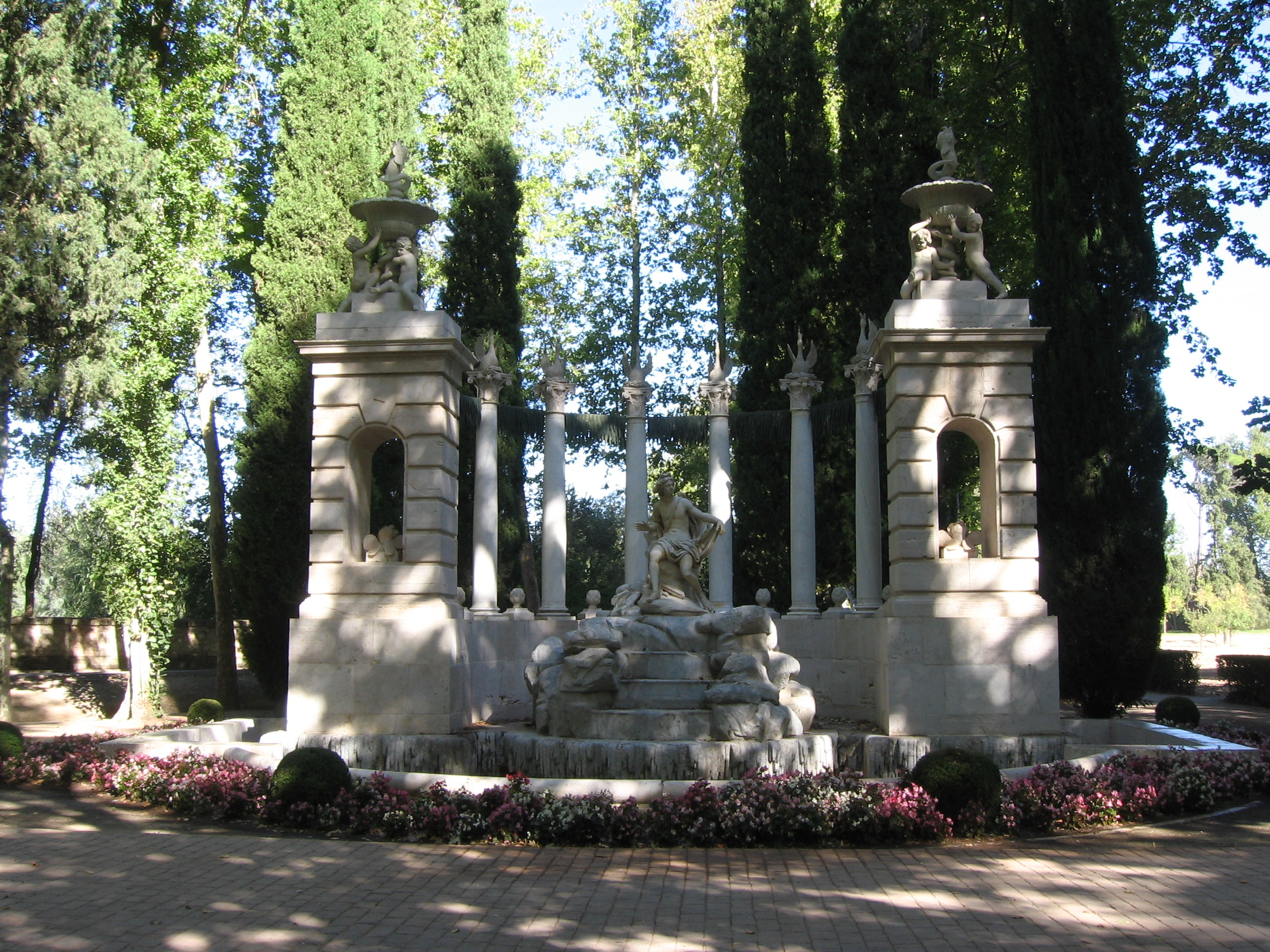
Fontaine d'Appolon
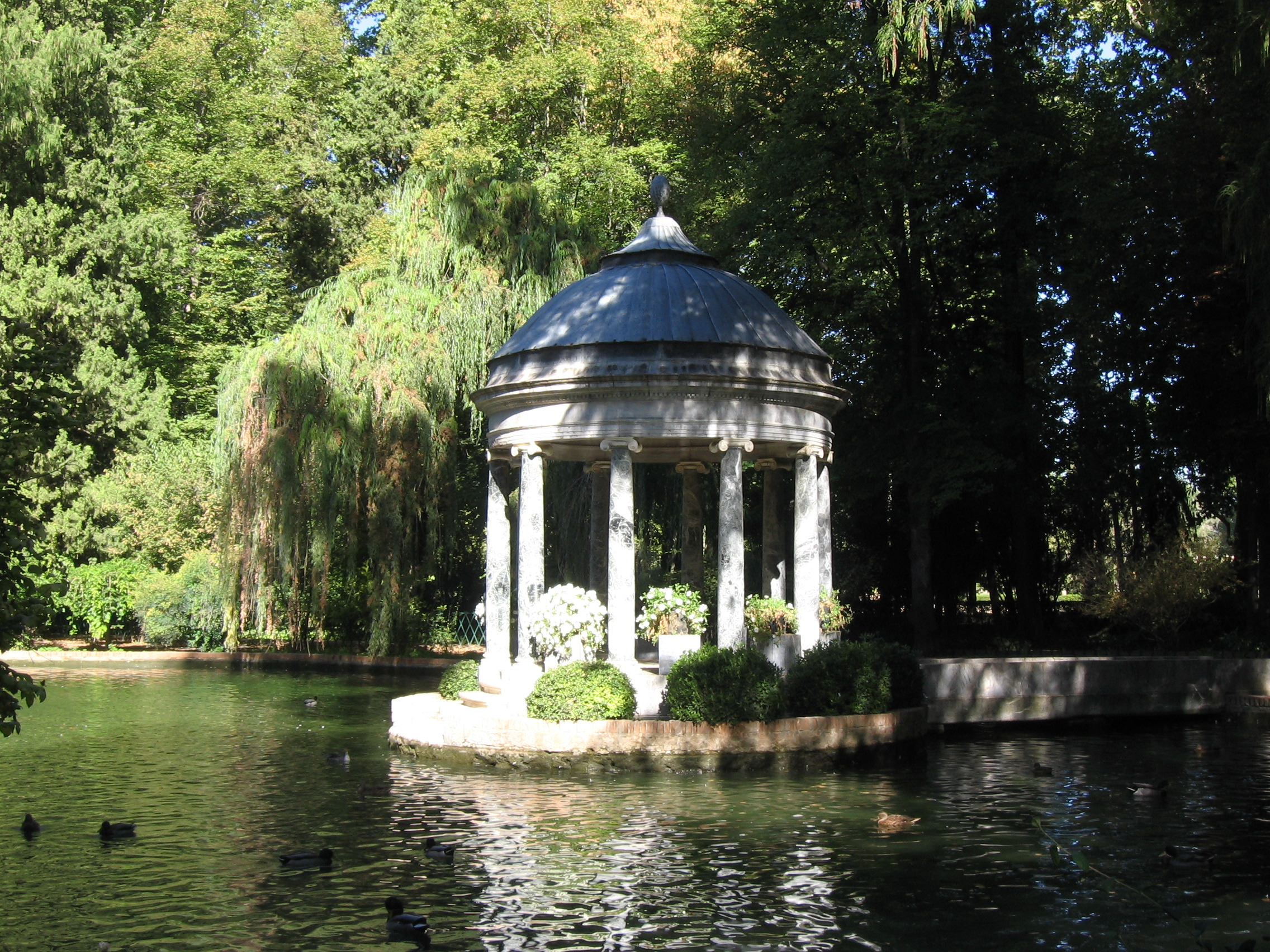
Temple grec.
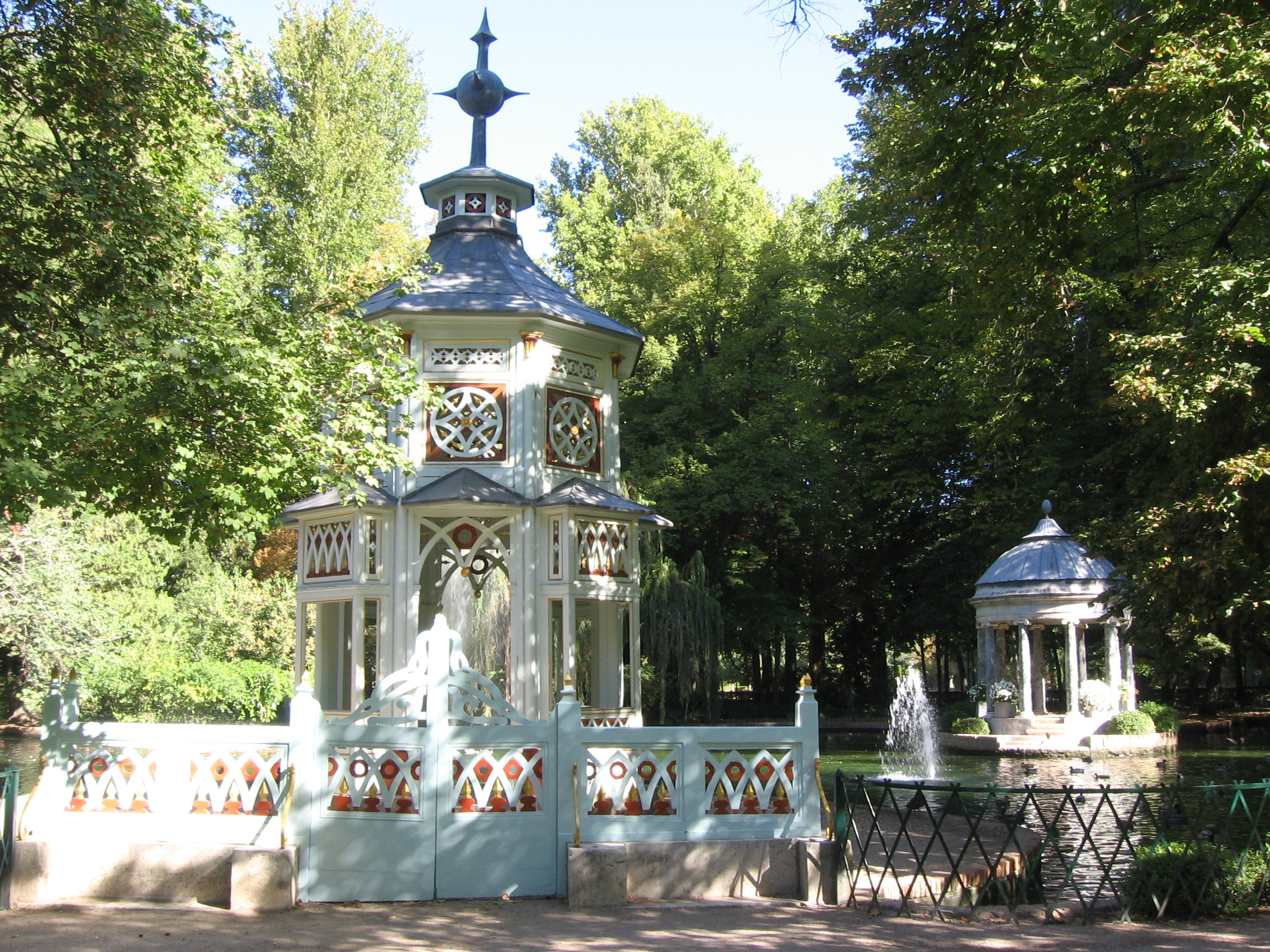
Kiosque chinois.

### Étang des Chinois
L'Étang des Chinois (Estanque de los Chinescos) est un lac artificiel bordé par une petite grille, avec trois îles sur lesquelles on trouve un temple ou kiosque de style grec, un autre de type chinois et un mausolée de granit égyptien.
Le pavillon grec est l'œuvre de Juan de Villanueva, avec une série de huit colonnes ioniques qui soutiennent un plafond couronné par un ananas de bronze peint de couleur marbre (bien qu'il possédait à l'origine un dragon doré). Entre chaque colonne se trouvaient des vases canopes égyptiens aujourd'hui disparus.
Le temple chinois originel a été gravement endommagé durant la Guerre d'indépendance espagnole et a été reconstruit par Ferdinand VII, mais plus comme un kiosque de style turc, avec des couleurs vives verte, rouge et dorée.

### Montagnes russes
Une colline artificielle, appelée Montagnes russes (Montaña Rusa) a été édifiée. Son véritable nom est Montagne suisse (Montaña Suiza). Elle est couronnée d'une temple en bois d'où on a une superbe vue sur tout le jardin.

### Casa del Labrador
Finalement, à l'extrémité la plus orientale, on trouve la Casa del Labrador, construite par Charles IV, notamment connue pour sa grande collection de statues et d'horloges.
Dans le jardin, vivent en liberté des faisans de Colchide, des Paons bleus, des écureuils et autres animaux similaires.

## Protection
Le jardin du Prince fait l’objet d’un classement en Espagne comme jardin historique au titre de bien d'intérêt culturel depuis le 3 juin 1931 sous le n° RI-52-0000050.

### Sources
- (es) Cet article est partiellement ou en totalité issu de l’article de Wikipédia en espagnol intitulé « Jardines de Aranjuez » (voir la liste des auteurs).